# Sonja (filme de 2018)
Sonja: The White Swan é um filme de drama biográfico norueguês de 2018 dirigido por Anne Sewitsky e protagonizado por Ine Marie Wilmann no papel da patinadora olímpica e atriz de cinema Sonja Henie.

## Sinopse
A verdadeira história de uma das maiores atletas do mundo e a inventora da patinação artística moderna, que conquistou Hollywood na década de 1930, sacrificando tudo para permanecer no centro das atenções.

## Elenco
- Ine Marie Wilmann	...	Sonja Henie
- Valene Kane	...	Connie
- Eldar Skar		...	Leif Henie
- Anders Mordal		...	Wilhelm Henie
- Anneke von der Lippe	...	Selma Henie
- Aidan McArdle ...	Darryl Zanuck
- Malcolm Adams ...	Arthur Wirtz
- Hugh O'Conor	...	Winnie
- Pål Sverre Hagen ...	Niels Onstad
- Norma Sheahan ...	Louella Parsons
- Gustavo Rojo ... Tyrone Power
- Luna Sellæg Fulker	...	Sonja, jovem
- Ike Vanderhill	Ike Vanderhill	...	Leif, jovem
- Halvor Halvorsen ... Niels, jovem

## Produção
O filme é uma co-produção entre a Noruega, Dinamarca e Irlanda. Foi produzido pelas companhias Maipo Film, Nordisk Film Production e Subotica Entertainment, e distribuído pela Nordisk Film Distribusjon.

## Lançamento
O filme foi lançado na Noruega em 25 de dezembro de 2018. Foi selecionado para o Festival Sundance de Cinema de 2019, e exibido no Festival de Cinema de Gotemburgo no mesmo ano.

## Recepção
No Rotten Tomatoes, o filme tem um índice de aprovação de 89%, com base em 9 críticas, com uma nota média de 6,5/10. Daniel Cury do site Cinemacao.com escrevendo sobre o filmes disse: "De fato, como Sonja Heine é uma personagem interessante, o filme também é. Não é um filme perfeito, mas é um excelente entretenimento e uma boa cinebiografia.

## Prêmios e indicações
O filme foi indicado a dois Amandaprisen no Festival Internacional de Cinema da Noruega, incluindo o prêmio de melhor atriz para Ine Marie Wilmann.